# Власенко Марина (спортсменка)
Мари́на Вла́сенко (* 1987) — українська гандболістка.

## З життєпису
Народилась 1987 року. Виступала у командах «Мотор-2» (Запоріжжя), «Мотор» (Запоріжжя) та «Запоріжжя-ЗДІА». Двічі (сезони 2006/2007 та 2007/2008) ставала чемпіонкою країни; ще двічі (сезони 2008/2009, 2009/2010) — віце-чемпіонкою.
У національній збірній на офіційному рівні дебютувала в грудні 2010 року (Чемпіонат Європи-2010, матч Швеція — Україна — 33:25). Учасниця фінальних турнірів двох чемпіонатів Європи (2010, 2012).
2012 року провела сезон у польській лізі. Того ж 2012 року виступала за російський клуб «Астраханочка»
В 2010—2013 роках — воротар збірної України з гандболу.